# Ambros Umlauft
Ambros Umlauft (* 7. Dezember 1853 in Teplitz; † 5. August 1904 in Strobl am Wolfgangsee) war ein österreichischer Handelskammerpräsident und Politiker.

## Leben
Umlauft war der Sohn des Hausbesitzers Josef Umlauft und dessen Ehefrau Maria geborene Mathes. Er war römisch-katholisch und heiratete am 25. November 1883 Henriette Urban (* 11. Februar 1862; † 6. April 1944). Aus der Ehe ging ein Sohn und eine Tochter hervor.
Im Jahr 1877 eröffnete er einen Putz- und Modewarengeschäft in Klagenfurt. Ab 1888 war er Mitglied, ab 1898 provisorischer Vorsitzender der kärntnerischen Handels- und Gewerbekammer Klagenfurt und seit 1902 Präsident der Handelskammer.
1894 wurde er Mitglied des Gemeinderates in Klagenfurt. Vom 26. Januar 1897 bis zum 5. August 1904 war er Abgeordneter im Kärntner Landtag. Im Landtag war er in der VIII. Wahlperiode von 1897 bis 1902 Mitglied des Finanz-, des land- und volkswirtschaftlichen und des Eisenbahnausschusses und in der IX. Wahlperiode von 1903 bis zu seinem Tod 1904 Mitglied des Finanzausschusses. Er gehörte dem Klub DVP an.
Er wurde mit der Ernennung zum kaiserlichen Rat ausgezeichnet. Er ist auf dem Friedhof St. Ruprecht in Klagenfurt begraben. Die Umlauftstraße in St. Ruprecht ist nach ihm benannt.